# Línea 147 (EMT Madrid)
La línea 147 de la EMT de Madrid une la céntrica Plaza de Callao con el Barrio del Pilar.

## Características

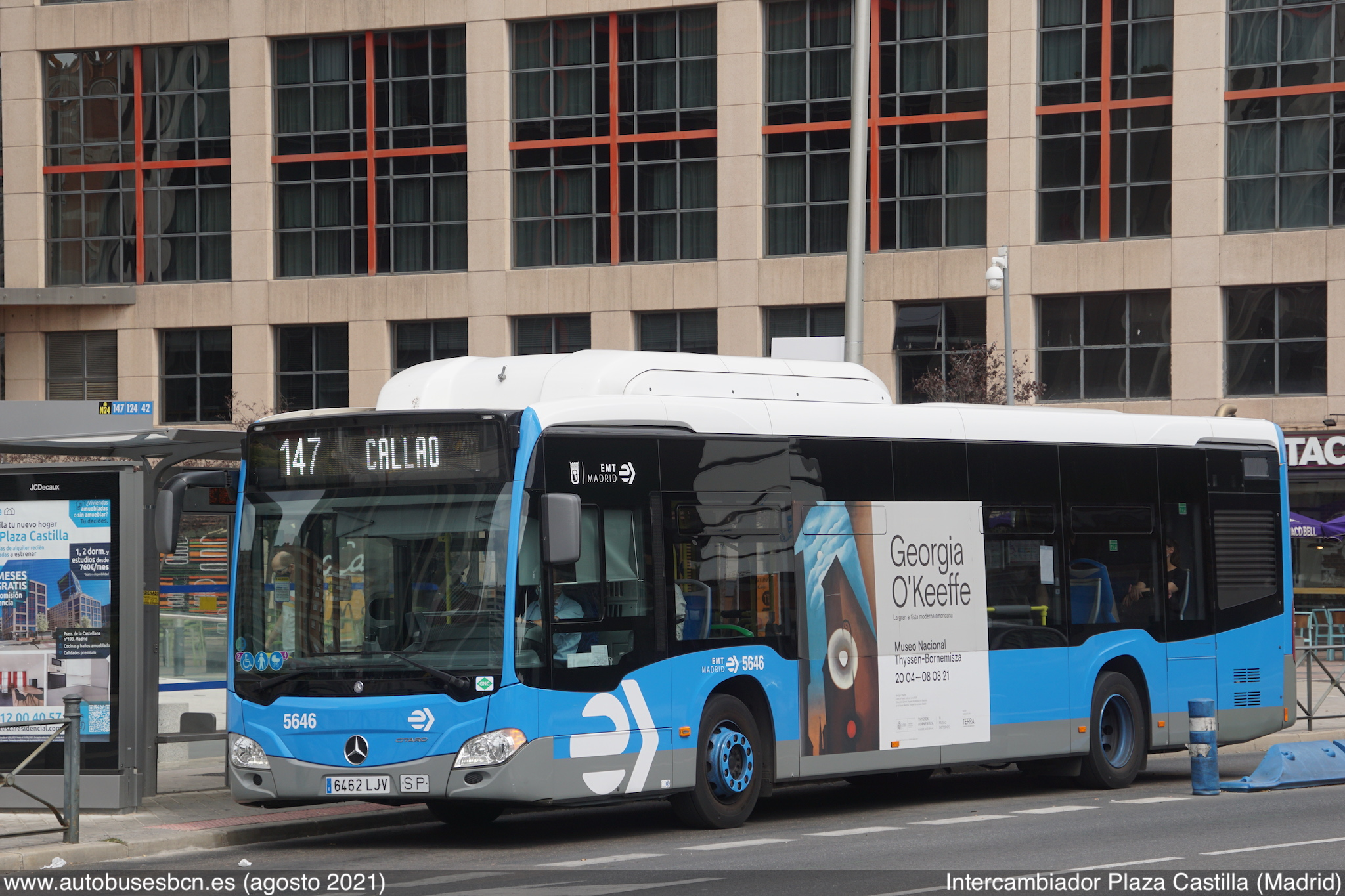
147 en Plaza Castilla (Madrid), agosto de 2021.

Esta línea comunica la céntrica Plaza de Callao con el Barrio del Pilar atravesando el Barrio de Justicia, Chamberí y el Paseo de la Castellana. Es una de las líneas más largas de la EMT.
La línea se creó el 21 de septiembre de 1989, al reordenarse las antiguas líneas de microbús M3, M4 y M12 que pasaron a denominarse 147, 148 y 150 respectivamente.

### Frecuencias
| Lunes a viernes laborables |               |
| De 6:00 a 8:00             | 5-12 minutos  |
| De 8:00 a 19:00            | 6-7 minutos   |
| De 19:00 a 23:00           | 6-12 minutos  |
| Sábados laborables         |               |
| De 6:00 a 8:00             | 13-26 minutos |
| De 8:00 a 23:00            | 8-15 minutos  |
| Domingos y festivos        |               |
| De 7:00 a 10:00            | 13-27 minutos |
| De 10:00 a 23:00           | 10-16 minutos |

## Recorrido y paradas

### Sentido Barrio del Pilar
| Código | Parada                              | Común con                                       | Conexiones con Metro y Cercanías | Otros |
| ------ | ----------------------------------- | ----------------------------------------------- | -------------------------------- | ----- |
| 5570   | CALLAO (C/ Jacometrezo, 9)          |                                                 | Callao                           |       |
| 168    | Santo Domingo                       | 1 2 44 46 74 75 133 148 001                     | Santo Domingo                    |       |
| 1765   | San Bernardo-Estrella               |                                                 |                                  |       |
| 1767   | Noviciado                           |                                                 | Noviciado                        |       |
| 1769   | San Bernardo-Dos de Mayo            |                                                 |                                  |       |
| 1771   | Metro San Bernardo                  |                                                 | San Bernardo                     |       |
| 2967   | Bilbao                              | 21 C03                                          | Bilbao                           |       |
| 3555   | Luchana                             | 37 40                                           |                                  |       |
| 284    | Plaza Chamberí                      | 40                                              |                                  |       |
| 286    | Eduardo Dato                        | 40                                              |                                  |       |
| 288    | Rubén Darío                         | 40                                              | Rubén Darío                      |       |
| 529    | Miguel Ángel                        | 7 16 40 61                                      |                                  |       |
| 58     | Emilio Castelar                     | 7 16 40                                         |                                  |       |
| 56     | Gregorio Marañón                    | 7 14 27 40 150                                  | Gregorio Marañón                 |       |
| 54     | Museo de Ciencias Naturales         | 7 14 27 40 150                                  |                                  |       |
| 52     | Nuevos Ministerios-Castellana       | 7 14 27 40 150                                  | Nuevos Ministerios               |       |
| 50     | Nuevos Ministerios-Centro Comercial | 27 40 126 150                                   | Nuevos Ministerios               |       |
| 47     | Azca                                | 27 40 126 150                                   |                                  |       |
| 42     | Lima-Santiago Bernabéu              | 27 40 126 150                                   | Santiago Bernabéu                |       |
| 44     | Santiago Bernabéu                   | 27 40 126 150                                   | Santiago Bernabéu                |       |
| 39     | Castellana-Rafael Salgado           | 27 40 126                                       |                                  |       |
| 37     | Castellana-San Germán               | 27 40 126                                       |                                  |       |
| 35     | Cuzco                               | 5 27                                            | Cuzco                            |       |
| 33     | Castellana-Rosario Pino             | 5 27                                            |                                  |       |
| 29     | Juzgados Plaza Castilla             | 5 27                                            |                                  |       |
| 1486   | Plaza de Castilla                   | 66 124 179 SE704                                | Plaza de Castilla                |       |
| 1487   | Castellana-José Vasconcelos         | 66 67 124 134 135 173 174 175 176 178 179 SE704 |                                  |       |
| 3826   | Castellana-Ravel                    | 67 124 134 135 179                              |                                  |       |
| 4156   | Cuatro Torres                       |                                                 |                                  |       |
| 1490   | I.S. Carlos III-Campus Chamartín    |                                                 |                                  |       |
| 1492   | Hospital Carlos III                 |                                                 |                                  |       |
| 1776   | Sinesio Delgado-Finisterre          |                                                 |                                  |       |
| 4754   | Finisterre-Fernández Almagro        |                                                 |                                  |       |
| 1780   | Metro Barrio del Pilar              |                                                 | Barrio del Pilar                 |       |
| 1781   | Fernández Almagro-Ferrol            |                                                 |                                  |       |
| 1783   | Fernandez Almagro-Betanzos          |                                                 |                                  |       |
| 1505   | Betanzos-La Bañeza                  | 42 49 126 128                                   |                                  |       |
| 1507   | La Bañeza-Ponferrada                | 42 126                                          |                                  |       |
| 1785   | BARRIO DEL PILAR (C/ La Bañeza, 34) | 126                                             | Peñagrande                       |       |

### Sentido Plaza de Callao
| Código | Parada                              | Común con                          | Conexiones con Metro y Cercanías | Otros |
| ------ | ----------------------------------- | ---------------------------------- | -------------------------------- | ----- |
| 1785   | BARRIO DEL PILAR (C/ La Bañeza, 34) | 126                                | Peñagrande                       |       |
| 1786   | Monforte de Lemos-Ganapanes         | 126 132 137 179                    |                                  |       |
| 1506   | Betanzos-La Bañeza                  | 42 49 126 128                      |                                  |       |
| 1784   | Fernández Almagro-Betanzos          |                                    |                                  |       |
| 1782   | Fernández Almagro-Ferrol            |                                    |                                  |       |
| 1778   | Metro Barrio del Pilar              |                                    | Barrio del Pilar                 |       |
| 1777   | Ginzo de Limia-Ferrol               |                                    |                                  |       |
| 1493   | Hospital Carlos III                 |                                    |                                  |       |
| 1491   | I.S. Carlos III-Campus Chamartin    |                                    |                                  |       |
| 1525   | Castellana-Sinesio Delgado          |                                    |                                  |       |
| 1526   | Castellana-Luis Esteban             | 67 124 134 135 173 175 176 178 179 |                                  |       |
| 1527   | Castellana-Matilde Landa            | 67 124 134 135 173 175 176 178 179 |                                  |       |
| 3568   | Plaza Castilla                      | 42 124 179                         | Plaza de Castilla                |       |
| 28     | Juzgados Plaza Castilla             | 5 27                               |                                  |       |
| 32     | Castellana-Rosario Pino             | 5 27                               |                                  |       |
| 34     | Cuzco                               | 5 27 40                            | Cuzco                            |       |
| 36     | Castellana-San Germán               | 5 27 40                            |                                  |       |
| 38     | Castellana-Rafael Salgado           | 27 40 126                          |                                  |       |
| 41     | Lima-Santiago Bernabéu              | 14 27 40 150                       | Santiago Bernabéu                |       |
| 5340   | Azca                                | 14 27 40 150                       |                                  |       |
| 48     | Nuevos Ministerios-Centro Comercial | 14 27 40 150                       | Nuevos Ministerios               |       |
| 49     | Nuevos Ministerios-Cercanías        | 7 14 40 150                        | Nuevos Ministerios               |       |
| 51     | Nuevos Ministerios-Castellana       | 7 14 27 40 150                     | Nuevos Ministerios               |       |
| 53     | Museo Ciencias Naturales            | 7 14 27 40 150                     |                                  |       |
| 4742   | Gregorio Marañón                    | 7 40                               | Gregorio Marañón                 |       |
| 4338   | Miguel Ángel                        | 7 40                               |                                  |       |
| 316    | Rubén Darío                         | 40                                 |                                  |       |
| 287    | Eduardo Dato                        | 40                                 | Rubén Darío                      |       |
| 317    | Plaza Chamberí                      | 40                                 |                                  |       |
| 285    | Luchana-Plaza Chamberí              | 40                                 |                                  |       |
| 1774   | Luchana                             |                                    |                                  |       |
| 1226   | Bilbao                              | 21 C03                             | Bilbao                           |       |
| 3493   | Carranza                            | 3                                  |                                  |       |
| 1772   | Metro San Bernardo                  | 3                                  | San Bernardo                     |       |
| 1770   | San Bernardo-Dos de Mayo            | 3                                  |                                  |       |
| 1768   | Noviciado                           | 3                                  | Noviciado                        |       |
| 1766   | Santo Domingo                       | 3                                  | Santo Domingo                    |       |
| 5570   | CALLAO (C/ Jacometrezo, 9)          |                                    | Callao                           |       |

## Galería de imágenes

Mapa zonal de la estación de San Bernardo (Madrid) con los accesos al Metro y los recorridos de los autobuses de la EMT que pasan por ella, entre los que se encuentra la línea 147.
Mapa zonal de la estación de metro de Santiago Bernabeu con los recorridos de las líneas de autobuses, entre las que aparece el 147.
Mapa zonal de la estación de metro de Noviciado con los recorridos de las líneas de autobuses, entre las que aparece el 147.